# Enceinte de Romenay
L'enceinte de Romenay est un ouvrage militaire comprenant les fortifications médiévales et leurs portes entourant le bourg de Romenay, dans le département français de Saône-et-Loire de la région Bourgogne-Franche-Comté. 

## Historique

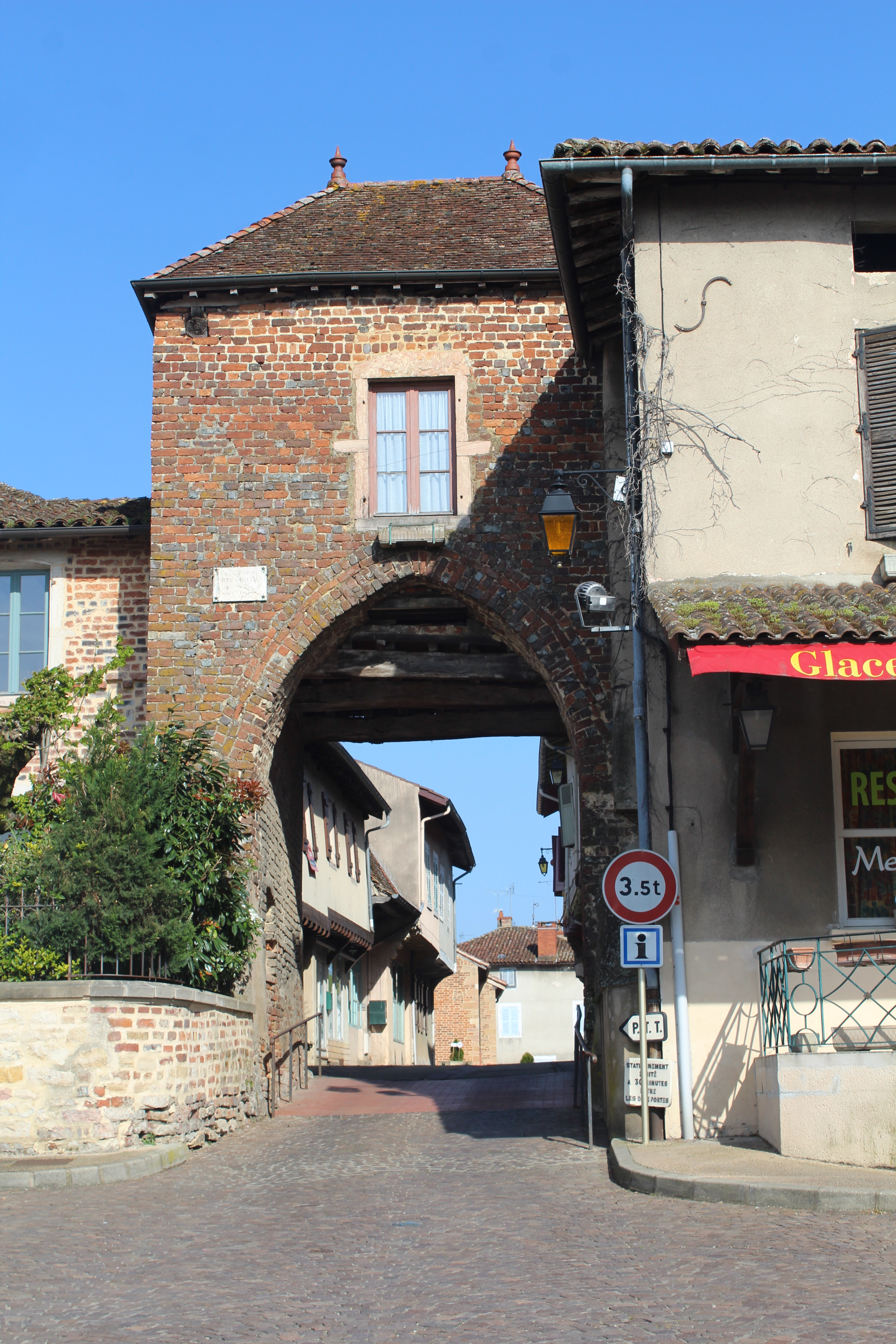
Porte d'Occident.

À partir du XIIe siècle sont entrepris de nombreux travaux de réaménagement et surtout de fortification du bourg  par les évêques mâconnais. Ponce de Thoire, évêque de Mâcon de 1140 à 1161, construit une grange maçonnée ainsi qu’un mur à la place de la haie défensive installée sur un talus. Une première enceinte maçonnée est érigée en lieu et place d’une enceinte en terre et bois. Le successeur de Ponce de Thoire, Étienne de Bâgé (1164-1184), poursuit vraisemblablement la construction de l’enceinte en dur ; il fait également construire un nouvel édifice entre la chapelle et la grange bâtie par son prédécesseur. De nouveaux travaux sont entrepris pour le renforcement des fortifications et la construction des bâtiments résidentiels et fonctionnels du château implanté en lieu et place de la motte localisée au sud-ouest du bourg. Du rempart subsistent aujourd’hui des segments de courtines, deux portes et deux tours conservés dans le bâti actuel du bourg[réf. non conforme].
Les portes d'Orient et d'Occident font l’objet d’une inscription au titre des monuments historiques par arrêté du 28 février 1927 ;  la tour carrée et son mur de courtine font l’objet d’une inscription par arrêté du 11 mars 1933.